# Entyloma arnicale
Espèce
Synonymes
- Entyloma arnicalis Ellis & Everh., 1895
- Ramularia arnicalis Ellis & Everh., 1891
- Entyloma arnicae H. Syd. & P. Syd., 1895[1],[2]

Entyloma arnicale est une espèce de champignons phytoparasite de la famille des Entylomataceae et de la classe des Exobasidiomycetes. Cette espèce provoque le charbon de l'Arnica, une maladie cryptogamique propre aux espèces du genre Arnica. 

## Description
Entyloma arnicale produit une tâche visible des deux côtés de la feuille. Préalablement petite et jaune, elle s'agrandit progressivement pour devenir de couleur brun-rouille foncé au-dessus et pâle au-dessous, conservant une bordure ombrée jaune pâle. La couleur brun-rouille centrale n'est pas sans rappeler celle des nécroses. Cette tâche, aux angles émoussés, mesure, au stade terminal, de 1 mm à 8 mm de diamètre. Ses spores sont sphériques, hyalines au début, puis brun pâle. Elles ont une largeur de 8,5 μm à 15 μm pour une longueur de 9,5 μm à 16 μm, avec une épispore lisse d'1,5 μm à 2 μm d'épaisseur. En Europe centrale, la période de sporulation à partir d'Arnica montana a lieu de juillet à septembre,.

## Entylomella arnicalis
Entyloma arnicale est la forme reproductrice sexuée de ce champignon, sa forme reproductrice asexuée est nommée Entylomella arnicalis (Ellis & Everh.) Cif, 1931. Les conidies de cette forme mesurent de 15 μm à 28 μm de long pour 3 μm de large.

## Impacts
En Amérique du Nord, elle affecte principalement les feuilles d'Arnica chamissonis dont la sous-espèce Arnica chamissonis foliosa mais également les feuilles d'Arnica mollis et d'Arnica cordifolia. En Europe, cette espèce se rencontre sur les feuilles d'Arnica montana.
Lors des essais de mise en culture d'Arnica montana, les plantes atteintes voient leur développement fortement entravé avant et/ou après leur floraison. Il apparaît qu'une sélection génétique de souches résistantes permettrait d'endiguer le problème.

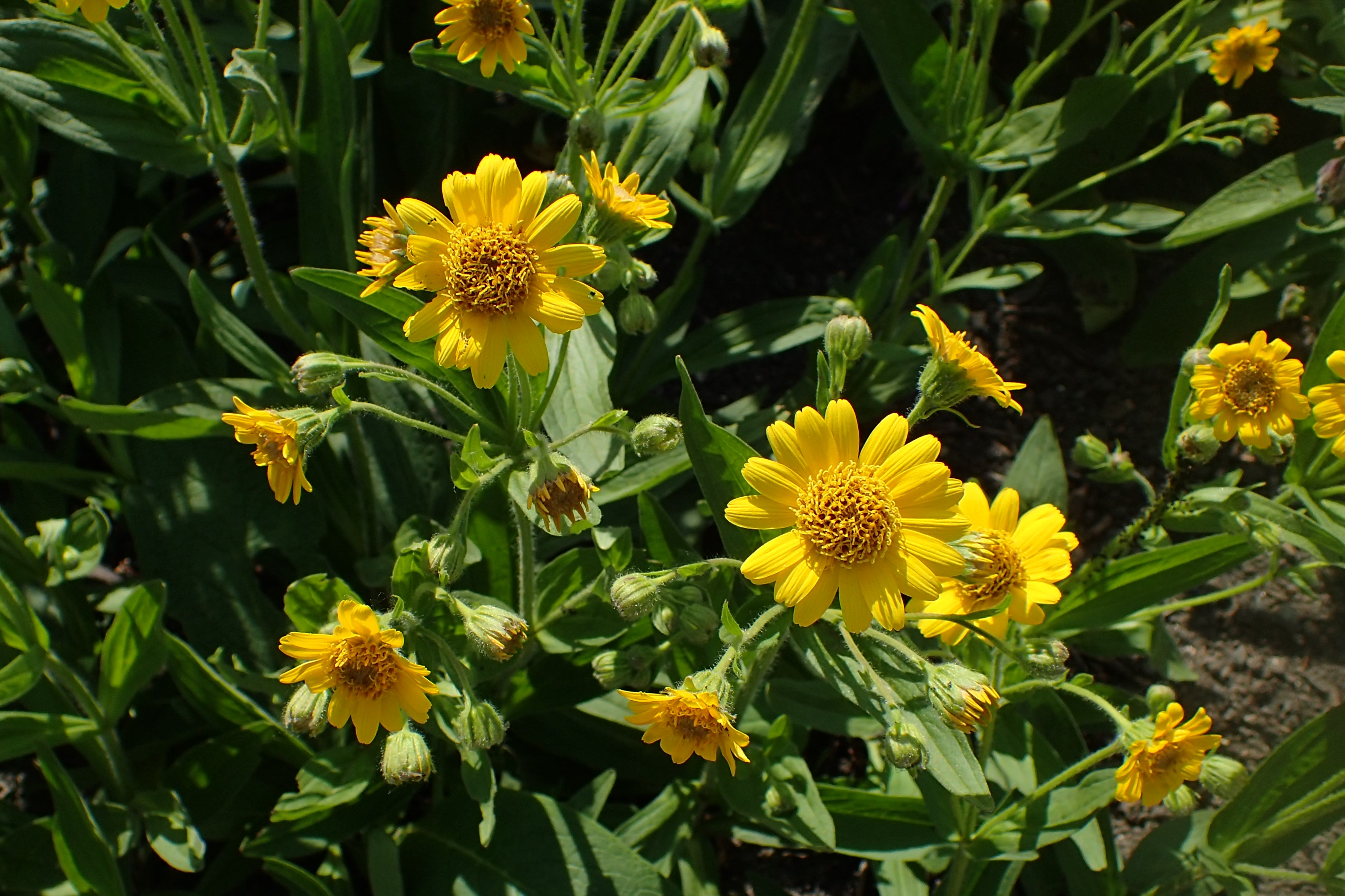
Arnica chamissonis
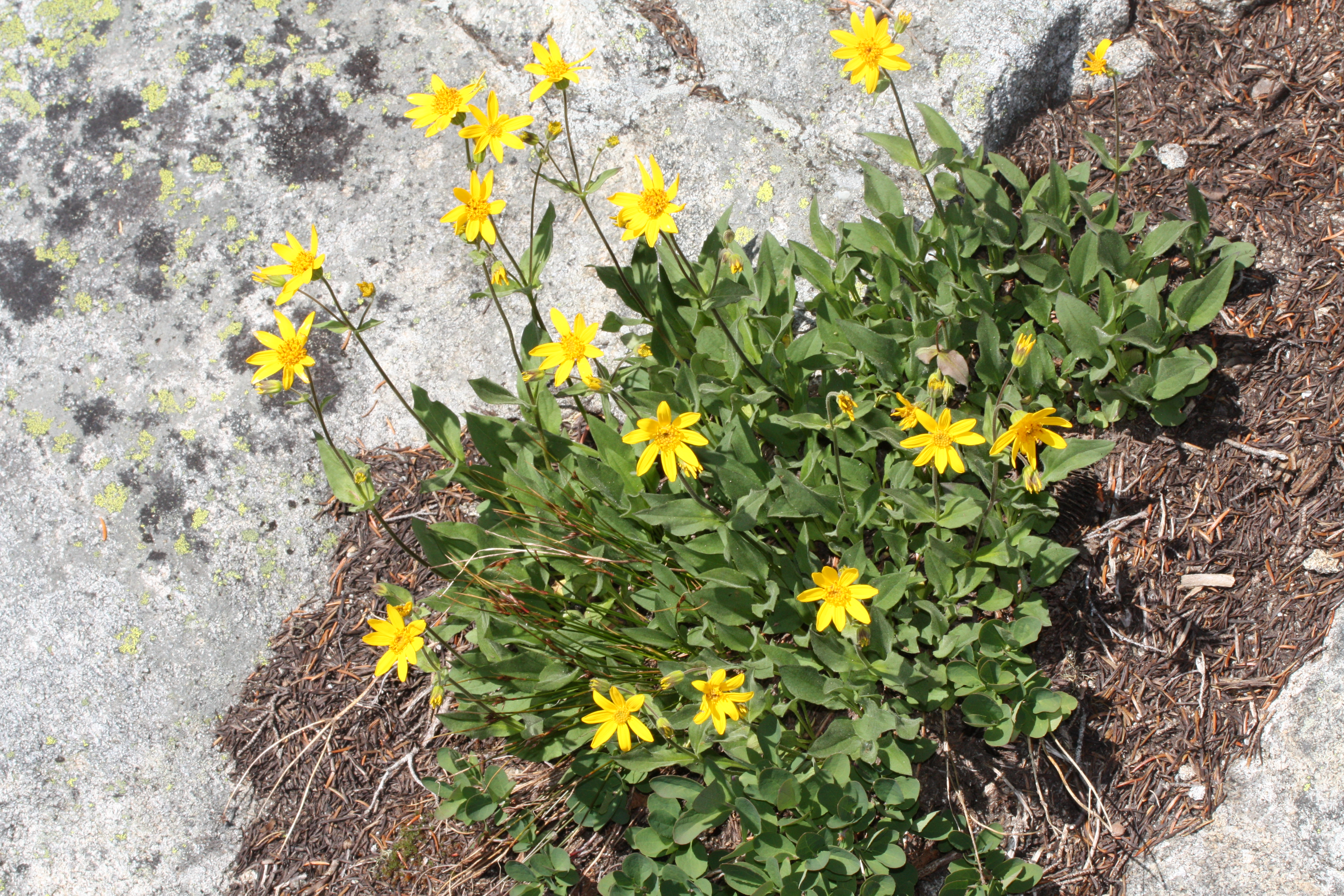
Arnica mollis
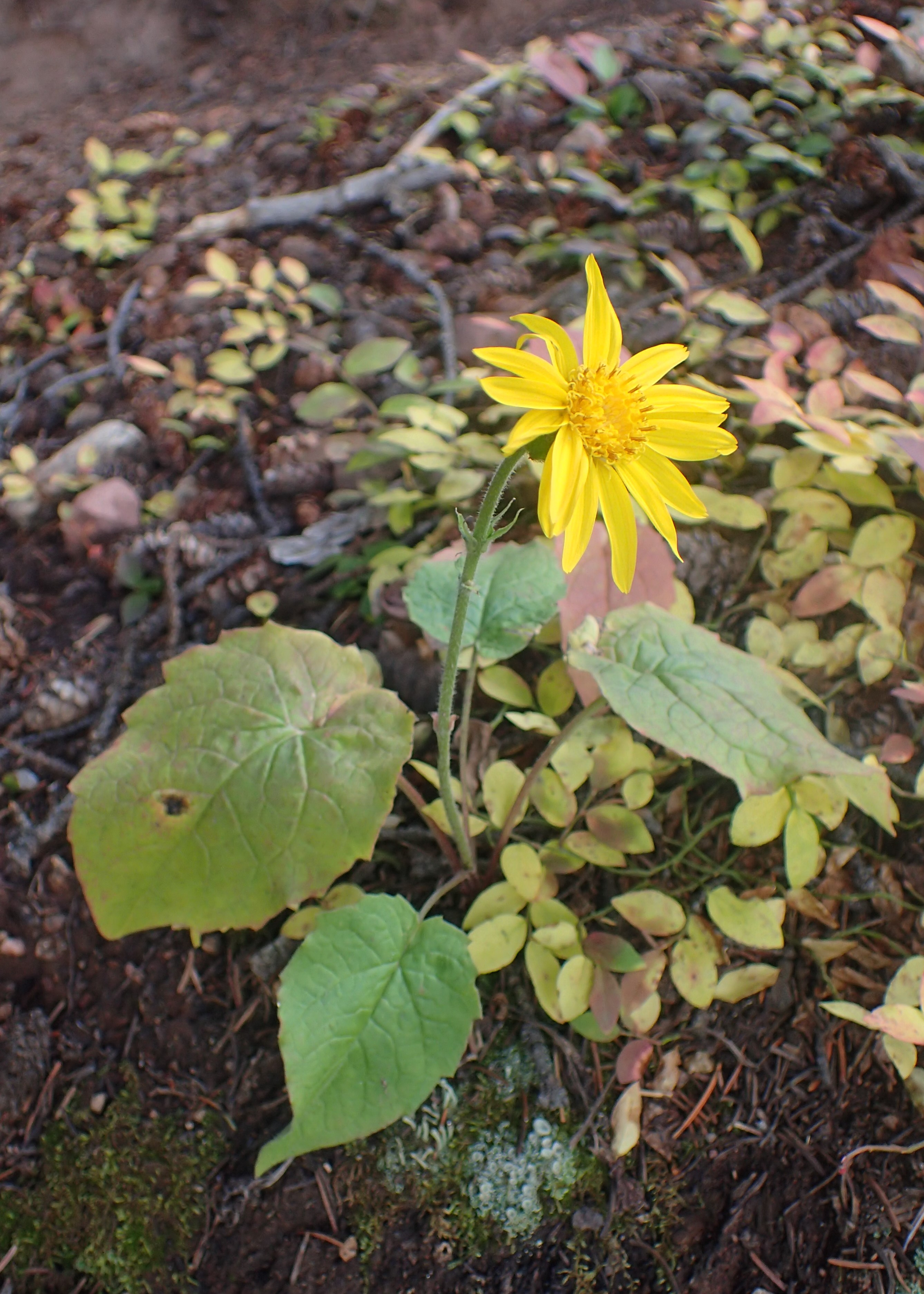
Arnica cordifolia
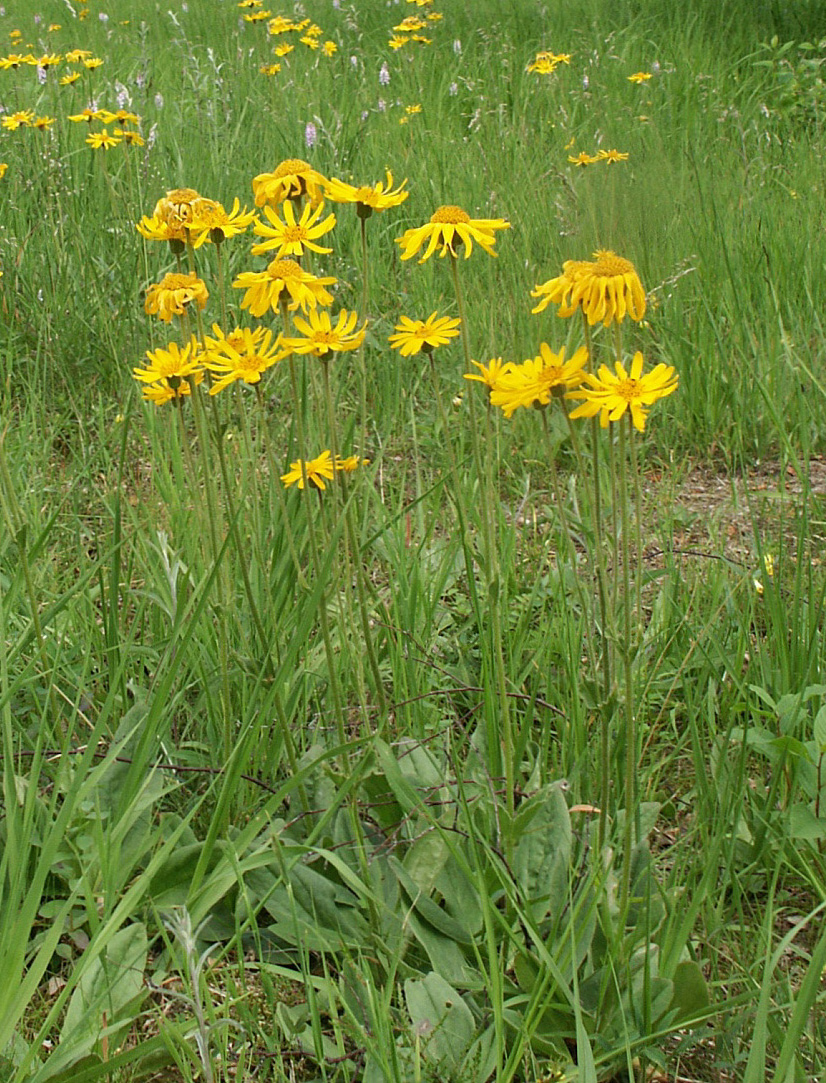
Arnica montana